# Maleševci (Bosansko Grahovo)
Pour les articles homonymes, voir Maleševci.
Maleševci (en serbe cyrillique : Малешевци) est un village de Bosnie-Herzégovine. Il est situé dans la municipalité de Bosansko Grahovo, dans le canton 10 et dans la fédération de Bosnie-et-Herzégovine. Selon les premiers résultats du recensement bosnien de 2013, il compte 61 habitants.

## Démographie

### Évolution historique de la population
| 1948 | 1953 | 1961 | 1971 | 1981 | 1991 | 2013 |
| ---- | ---- | ---- | ---- | ---- | ---- | ---- |
| -    | -    | 303  | 281  | 237  | 208  | 61   |

|  |

### Communauté locale
En 1991, la communauté locale de Maleševci comptait 541 habitants, répartis de la manière suivante :